# Cassida bergeali
Cassida bergeali — жук підродини щитоносок з родини листоїдів.

## Опис
Жук рудого і бурого кольору, протягом центру спинки на надкрилах, від самого заснування до самого кінця надкрил, є 5 майже злитих і не чітких плями. У довжину сягає від 5 до 7 мм. Самець значніше менше самиці (статевий диморфізм), також самиця має трохи темніше забарвлення.

## Поширення
Зустрічається в Австрії, Чехії, Франції, Німеччини, Польщі та Словаччині.

## Екологія та місцеперебування
Кормові рослини айстрові (Asteraceae), а саме волошка лучна (Centaurea jacea).